# 特基拉
特基拉（西班牙語：Tequila，西班牙語發音：[teˈkila]，又译“特吉拉”，“太基拉”或“鐵奇拉”）是墨西哥哈利斯科州的一個市镇以及城鎮，位于墨西哥西部瓜达拉哈拉和特皮克之间，是龙舌兰酒中的最負盛名的酒種特基拉酒的原產地以及現在的主要产地。位于北纬20.25度，西经103.48度。

## 特基拉的龙舌兰酒
墨西哥的主要外销龙舌兰酒和酿造这种酒的蓝色龙舌兰的学名种加名都是以这个镇命名的。该镇周围全部种植龙舌兰，这种植物需要八年才能成熟。酿酒时，须将龙舌兰中间类似菠萝的含糖圆茎采摘下来，经过蒸煮、切碎、榨汁，再发酵、蒸馏。根据墨西哥的法律，发酵时可以添加蔗糖或玉米，但不得超过49%。
特基拉有24家主要的特基拉酒蒸馏厂，其中最大的且在美国市场最有名的是Cuervo和Sauza，这两家公司原来是市场上的主要竞争对手，后来通过联姻，成为协作厂家，以后又分别为其他大公司收购。
Sauza是由Don Cenobio Sauza于1873年建的特基拉第一家酿造厂，原为家族企业，一直在家族内经营。1988年和Pedro Domecq集团合并；1994年Pedro Domecq集团与英国的Allied Lyons集团合并，成为Allied Domecq集团，但Sauza的品牌始终保留。
Cuervo是Jose Antonio de Cuervo创立。他于1758年在墨西哥尚未独立时从西班牙国王那里得到封地，开始在墨西哥酿造龙舌兰酒。因为Cuervo在西班牙语中意思是乌鸦，所以Cuervo酒的商标上都有一只乌鸦。Cuervo企业由于家族中经常由女继承人继承，换了好几次姓，但商标始终没有变。最终该企业被合并到1759年创办的爱尔兰企业Guinness中，并于1997年随后者与美国的GrandMet合并成UDV Diageo集团。如今，Cuervo和Sauza仍然是龙舌兰酒最著名的品牌。 
该镇几乎全部经济活动都是围绕龙舌兰酒的酿造活动而展开。随着龙舌兰酒在国际市场声望的提高，特基拉镇每年要举办龙舌兰酒节，旅游收入的比例从而开始提高。

## 世界遺產
在特基拉火山（Volcán de Tequila）山腳和格蘭德河（Río Grande）河谷間有一面積34,658公頃（85,640英畝）的土地，於2006年被聯合國教科文組織列入世界文化遺產名錄，此地是龍舌蘭酒的發源地，也是藍色龍舌蘭重要產區的之一。約兩千年前，人們便使用龍舌蘭來織布與製作各種飲料，自16世紀以來，這裡的居民開始用龍舌蘭來釀酒。這遺產包括一大片生機盎然的龍舌蘭種植地、仍有生產與已經停產的工廠、釀酒廠、私酒坊（西班牙統治時期的非法釀酒廠）、民居、以及塔木西蘭傳統考古遺址。

### 登錄基準
该世界遗产被认为满足世界遺產登錄基準中的以下基準而予以登錄：
- （ii）在某期间或某种文化圈里对建筑、技术、纪念性艺术、城镇规划、景观设计之发展有巨大影响，促进人类价值的交流。
- （iv）关于呈现人类历史重要阶段的建筑类型，或者建筑及技术的组合，或者景观上的卓越典范。
- （v）代表某一个或数个文化的人类传统聚落或土地使用，提供出色的典范－特别是因为难以抗拒的历史潮流而处于消灭危机的场合。
- （vi）具有显著普遍价值的事件、活的传统、理念、信仰、艺术及文学作品，有直接或实质的连结（世界遗产委员会认为该基准应最好与其他基准共同使用）。